# Rassenrellen van Tulsa

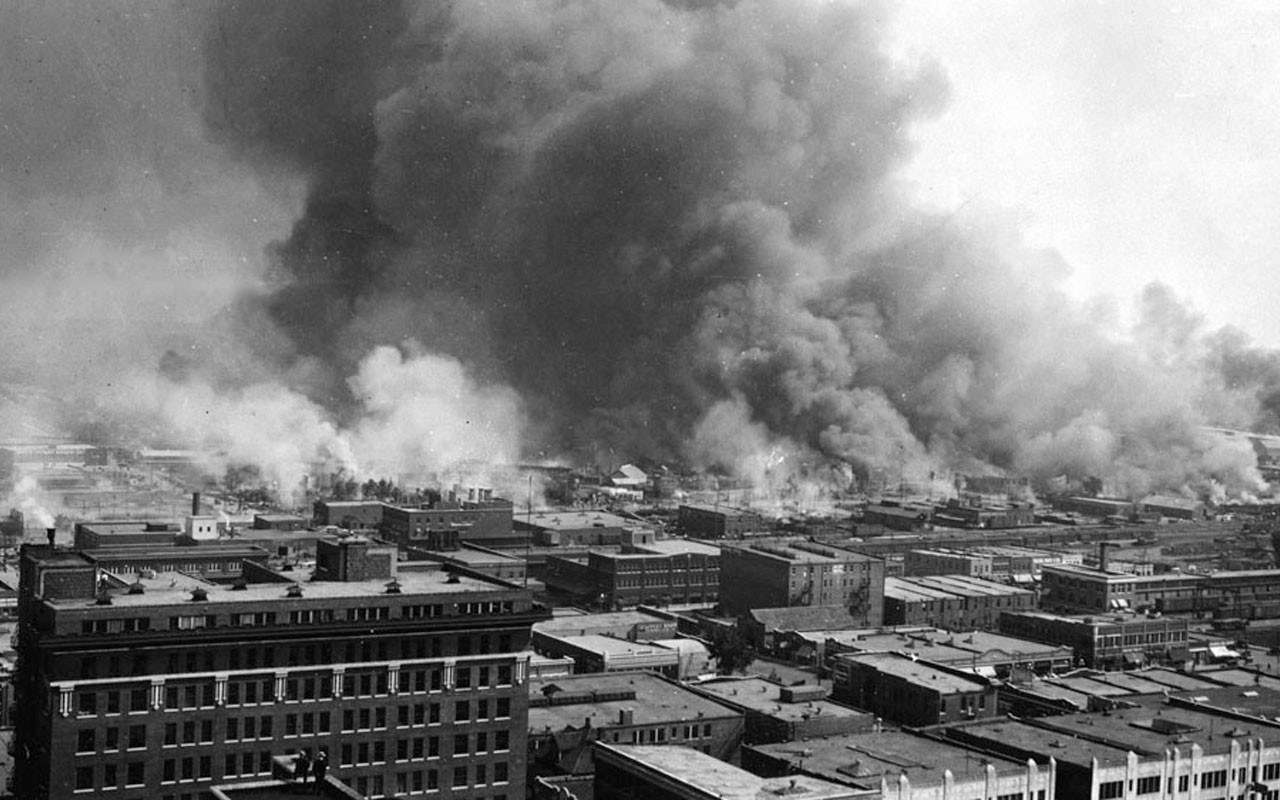
De Afro-Amerikaanse wijk Greenwood (Tulsa) in brand, 31 mei 1921

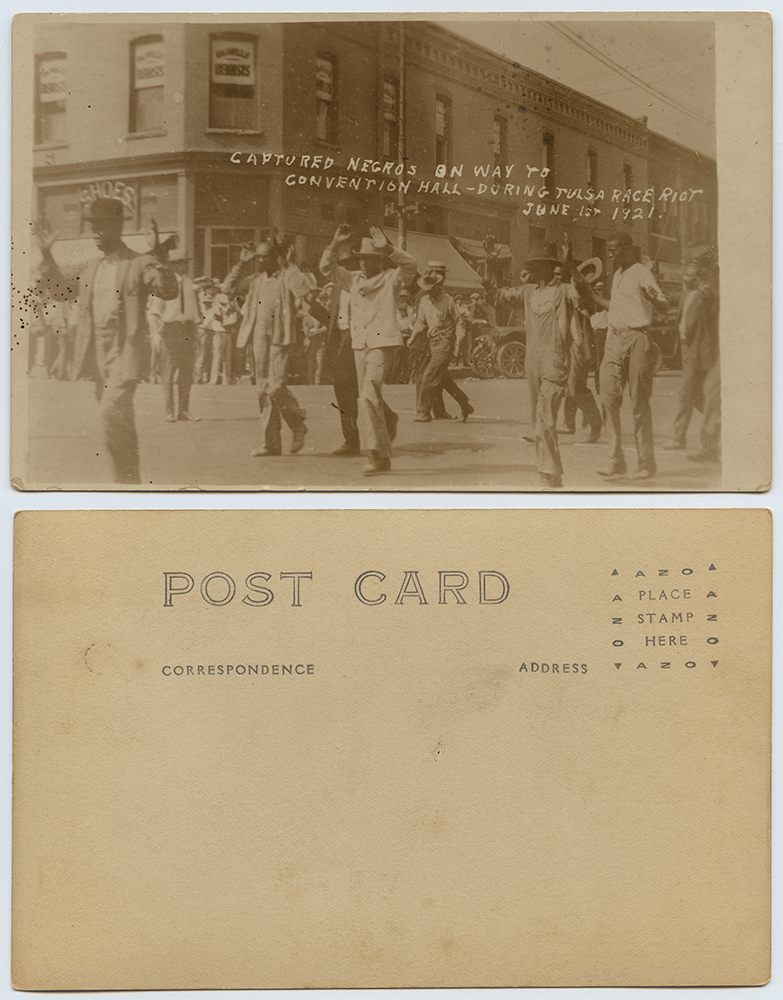
Opgepakte burgers worden geleid naar de Convention Hall, 1 juni 1921

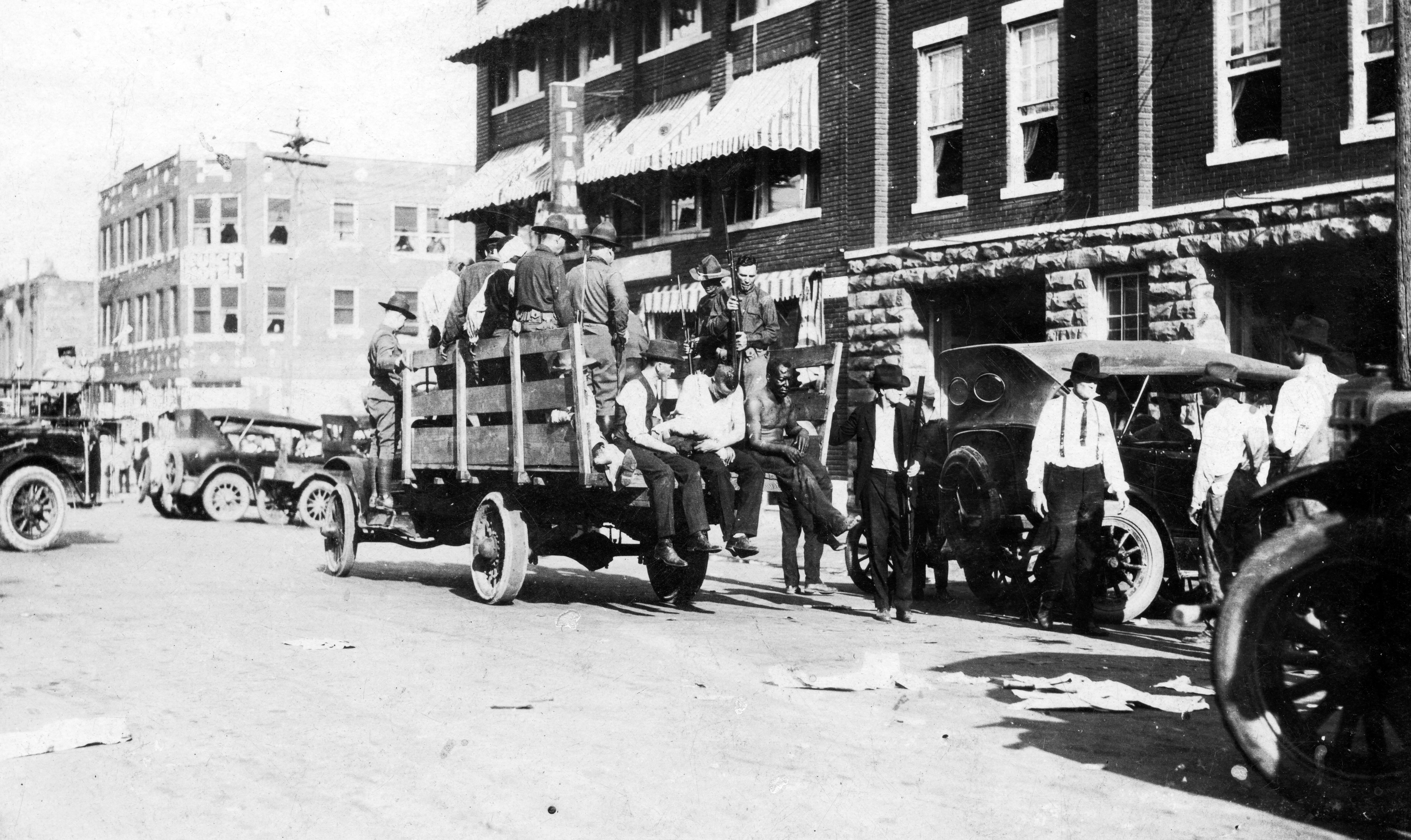
De National Guard brengt gewonden naar het Brady theater, 1 juni 1921

De rassenrellen van Tulsa, ook wel het het bloedbad van Tulsa genoemd, in de Amerikaanse staat Oklahoma vonden plaats op 31 mei en 1 juni 1921. Na een incident met een blank meisje vielen blanke inwoners van Tulsa op een georganiseerde wijze zwarte burgers en bedrijven aan. Hierbij zijn tussen de vijfenzeventig en driehonderd Afro-Amerikanen om het leven gekomen. De Tulsa-rassenrellen zijn daarmee een van de gewelddadigste uitbraken van raciaal geweld in de geschiedenis van de Verenigde Staten.

## Achtergrond
Aan het begin van de jaren twintig was de situatie in Tulsa gespannen. De Amerikaanse Burgeroorlog lag nog relatief vers in het geheugen, veel veteranen waren recent teruggekeerd uit de Eerste Wereldoorlog wat zorgde voor spanning op de arbeidsmarkt. De drooglegging was in 1920 in het leven geroepen en de overheid had beperkt gezag. De Ku Klux Klan maakte een nieuwe groeiperiode door en de staatsoverheid streefde rassenscheiding na door middel van verschillende Jim Crow-wetten. Afro-Amerikanen hadden meestal geen stemrecht. In de periode tussen 1907 en 1920 waren er zeker 31 personen gelyncht, onder wie 26 mannen met een donkere huidskleur. 
Ondanks dit alles ging het niet slecht met de zwarte gemeenschap in Tulsa. Tulsa was een snelgroeiende oliestad met een relatief rijke Afro-Amerikaanse bevolking. Greenwood, de Afro-Amerikaanse wijk van Tulsa, stond bekend als "the Negro Wall Street". De zwarte bevolking leefde grotendeels gesegregeerd van de blanke bevolking en had eigen dokters, scholen, kranten en kerken. Het zwarte succes zorgde voor scheve ogen bij een deel van de blanke inwoners van Tulsa, die hen te 'uppity' vonden (een in die dagen veel gebruikte term); ze kenden "hun plaats" niet volgens toenmalige blanke inwoners.

## Gebeurtenissen
De rassenrellen begonnen na een incident met een blank meisje in het blanke deel van de stad op 30 mei 1921. De 19-jarige schoenpoetser Dick Rowland zou de 17-jarige liftbediende Sarah Page hebben aangerand. Zelf beweerde hij dat hij de lift was binnengestruikeld en haar toen vastgreep, waarop de liftbediende een kreet slaakte. Rowland vluchtte en verschool zich in Greenwood, uit angst voor de gevolgen. Daar werd hij door de politie opgepakt en meegenomen voor verhoor. De volgende dag kopte de lokale sensatiekrant Tulsa Tribune in een redactionele bijdrage 'To Lynch Negro Tonight', waarop een menigte zich verzamelde rond het politiebureau en uitlevering van de jongen eiste. De zwarte bevolking had reden te vrezen dat Rowland inderdaad gelyncht zou worden. Om de roep om een eerlijk proces kracht bij te zetten trok een groep gewapende zwarte mannen naar het bureau waar Rowland vast zat. In het gevecht dat vervolgens uitbrak werden schoten gelost en verloren twaalf mensen het leven. 
Het nieuws over het gevecht verspreidde zich snel. Diezelfde avond vonden beschietingen plaats in Greenwood. De volgende ochtend werd door groepen blanke oproerlingen een gecoördineerde aanval ingezet, met luchtsteun van een vliegtuig van een oliemaatschappij die brandbommen zou hebben uitgegooid. Vijfendertig woonblokken gingen -veelal na plundering- in vlammen op. Door de geweldsuitbarsting en brandstichting werden naar schatting tienduizend Afro-Amerikanen dakloos. Drieduizend van hen ontvluchtten de stad. Op 1 juni 1921 greep de Nationale Garde van Oklahoma in, een definitief eind makend aan de raciale 'stadsoorlog'.  
Politieagenten en leden van de Nationale Garde ontwapenden zwarte inwoners en hielden velen vast in geïmproviseerde kampen met bewapende bewaking. Daarnaast zijn er betrouwbare berichten dat minstens enkele politieagenten deel namen aan moord, brandstichting en plundering.

## Nasleep
De gouverneur van Oklahoma James Robertson riep een Grand jury bijeen die onderzoek deed naar de verantwoordelijken van de rassenrellen. Een geheel blanke jury oordeelde dat de gebeurtenissen toe te schrijven waren aan de zwarte gemeenschap en gebrekkig overheidsingrijpen. Niemand werd vervolgd. Het statistische bureau van Oklahoma stelde in 1921 het aantal doden vast op 36. Het bloedbad van Tulsa is van begin af aan door de hoogste kringen toegedekt.
De wederopbouw van Greenwood is door het gemeentebestuur nooit echt gefaciliteerd, eerder tegengewerkt door middel van onteigeningen en stadsvernieuwingen. Een bloeiende zwarte gemeenschap is op die plek niet teruggekomen. Verzekeringsmaatschappijen keerden geen schadevergoedingen uit, met een beroep op rellenclausules. 
Het exacte aantal doden is niet bekend. Een onderzoekscommissie in 2001 stelde dat het aantal moet liggen tussen de 75 en 300. Omdat er nog veel onduidelijk was, liet het gemeentebestuur van Tulsa in 2021 nader onderzoek verrichten op vermoedelijke locaties van massagraven buiten de stadsgrenzen.

## Herdenking
Hoewel er incidenteel wel aandacht voor was, is het drama van Tulsa in de loop der tijd in de vergetelheid geraakt. De Amerikaanse maatschappij leek lange tijd niet klaar om het gewelddadige verleden onder ogen te zien. Pas door een artikel in de Washington Post in 2015 nam de aandacht voor 'Tulsa' opnieuw toe. De gebeurtenissen in Tulsa beginnen door te dringen in het collectieve bewustzijn van de V.S. als een van de grootste raciale gewelddadigheden uit de Amerikaanse geschiedenis. Bij de herdenkingsplechtigheden in 2021, honderd jaar na dato, was voor het eerst een president aanwezig. In navolging van historici stelde Joe Biden dat het gebeuren in 1921 geen 'riot' (rel) was, maar een 'massacre' (massamoord).

## Rapport
In januari 2025 verscheen een nieuw officieel rapport over de gebeurtenissen. Tot het verschijningsmoment had het Ministerie van Justitie niet in het openbaar gesproken of officieel verslag gedaan van de gruwelijke gebeurtenissen in Tulsa. In het rapport wordt nieuwe informatie gedeeld en geconcludeerd dat het bloedbad niet het resultaat was van ongecontroleerd geweld door de menigte, maar van een gecoördineerde aanval. De conclusie heeft geen consequenties voor de daders; die zijn allemaal overleden dus zijn niet meer strafrechtelijk te vervolgen.